# Singone
Singone (altgriechisch Σινγονή) ist ein Ortsname, der in der Geographia des Claudius Ptolemaios als einer der im Osten der südlichen Germania magna und entlang der Donau liegenden Orte (πόλεις) mit 41° 30′ Länge (ptolemäische Längengrade) und 48° 15′ Breite angegeben wird. Singone liegt damit nach Ptolemaios zwischen Kalamantia und Anauon. Wegen des Alters der Quelle kann eine Existenz des Ortes um 150 nach Christus angenommen werden.
Bislang wird der Ort nicht sicher lokalisiert. Ein interdisziplinäres Forscherteam um Andreas Kleineberg, das die Angaben von Ptolemaios neu untersuchte, lokalisierte Singone anhand der transformierten antiken Koordinaten bei Šarovce im südslowakischen Donauhügelland am rechten Ufer des Hron (Gran) innerhalb des Nitriansky kraj in der Südwestslowakei. Bei Šarovce ist ein archäologischer Fundplatz der älteren römischen Kaiserzeit aus dem 1. bis 2. Jahrhundert verzeichnet. Hingegen hält Hermann Reichert fest, dass die bisher einzige archäologische Siedlung in diesem Raum, bei der Einflüsse der dakischen Kultur zu verzeichnen sind, bei Nítra gelegen ist. Nach Reichert seien die Gradangaben des Ptolemaios nicht genau genug – die Distanz zwischen Nitra und Šarovce beträgt etwa 50 Kilometer –, um sich auf einen dieser beiden Orte festzulegen. Reichert hält den Ort bei Nítra für evidenter, da hier die stärker benutzte Route von der Donau an die Ostsee anzunehmen ist und verstärkt dakischer Einfluss erfasst wurde.